# Bolivia (North Carolina)
Bolivia is een plaats (town) in de Amerikaanse staat North Carolina. Het kleine stadje is de bestuurszetel van Brunswick County en is vernoemd naar de staat Bolivia.

## Demografie
Bij de volkstelling in 2000 werd het aantal inwoners vastgesteld op 148. In 2006 is het aantal inwoners door het United States Census Bureau geschat op 176 een stijging van 28 (18,9%).

## Geografie
Volgens het United States Census Bureau beslaat de plaats een oppervlakte van
1,7 km², geheel bestaande uit land. Bolivia ligt op ongeveer 11 meter boven zeeniveau.

## Plaatsen in de nabije omgeving
De onderstaande figuur toont nabijgelegen plaatsen in een straal van 20 km rond Bolivia.